# 安蛺蝶族
安蛺蝶族（學名：Anaeini）是蛺蝶科螯蛺蝶亞科中的一個族。物種分佈於新熱帶界。不愛訪花，而會吸食水果，排泄物和樹莖之汁液。繁蛺蝶屬曾歸入靴蛺蝶族，然而分子數據(Peña and Wahlberg 2008)數據指出它與本屬關係更密切。

## 分類
- 安蛺蝶屬 Anaea
- 擬葉蛺蝶屬 Coenophlebia
- 缺翅蛺蝶屬 Zaretis
- 喜蛺蝶屬 Siderone
- 鉤翅蛺蝶屬 Hypna
- 多蛺蝶屬 Polygrapha
- 鷂蛺蝶屬 Consul
- 尖蛺蝶屬 Memphis
- 扶蛺蝶屬 Fountainea
- 繁蛺蝶屬 Anaeomorpha